# Andrena saettana
Andrena saettana är en biart som beskrevs av Warncke 1975. Andrena saettana ingår i släktet sandbin, och familjen grävbin. Inga underarter finns listade i Catalogue of Life.